# Calzada de Oropesa
Calzada de Oropesa är en kommun i Spanien.   Den ligger i provinsen Toledo och regionen Kastilien-La Mancha, i den centrala delen av landet, 140 km väster om huvudstaden Madrid. Antalet invånare är 563. Arean är 142 kvadratkilometer. Calzada de Oropesa gränsar till Candeleda.
Terrängen i Calzada de Oropesa är platt.